# Josef II. ze Schwarzenbergu
Josef II. ze Schwarzenbergu (27. června 1769 Vídeň – 19. prosince 1833 Hluboká nad Vltavou) celým jménem Josef Jan Nepomucký Karel František z Pauly Ladislav, byl příslušník a vládnoucí kníže šlechtického rodu Schwarzenbergů, zakladatel Schwarzenberské primogenitury, tzv. hlubocko-krumlovské větve rodu, a 11. vévoda krumlovský. Během jeho vlády byl vystavěn Schwarzenberský plavební kanál spolu s kanálem Vchynicko-tetovským a založen Hospodářský ústav v Českém Krumlově.

## Život
Narodil se roku 1769 ve Vídni jako prvorozený syn knížete Jana Nepomuka I. ze Schwarzenbergu a Marie Eleonory z Oettingen-Wallersteinu.
Ve Vídni se také oženil 25. května 1794 s belgickou princeznou Pavlínou z Arenbergu. Manželství bylo velmi šťastné a vzešli z něj tři synové – Jan Adolf II., Felix a Bedřich, a šest dcer – Marie Eleonora, Marie Pavlína, Ludvika Eleonora, Marie Matylda, Karolína a Marie Anna Berta.

### Rozdělení Schwarzenberského rodu
Jeho vláda nad rodovým majetkem započala po smrti otce Jana Nepomuka I. v roce 1789. Ale již roku 1802 byl majetek rodu Schwarzenberků rozdělen mezi něj a jeho bratra Karla na tzv. primogenituru a sekundogentiru, jejichž zakladateli se bratři stali.
Rozdělení rodu bylo předpokládáno již v závěti II. knížete ze Schwarzenbergu Ferdinanda Viléma Eusebia. Mělo se tak stát v případě, že se vládnoucímu knížeti narodí dva zdraví synové, kteří dosáhnou dospělosti, a v případě, prokáže-li druhorozený syn schopnosti spravovat svůj díl majetku. Po 100 letech od smrti Ferdinanda Viléma Eusebia tak mělo skrze dosažení dospělosti mladšího bratra Karla konečně dojít k naplnění této klauzule.
Kníže Josef se stal jakožto starší bratr představitelem primogenitury, hlavní větve, tzv. hlubocko-krumlovské. Ponechal si tak rodové sídelní město Český Krumlov s titulem krumlovského vévody a s příslušnými statky a stejně tak i panství hlubocké, třeboňské a další. Zároveň mu zůstal titul hlavy rodu, který byl následně děděn pouze jeho potomky v rámci primogenitury. Svému bratrovi, představiteli mladší větve, přenechal panství orlické.

### Vláda a reformy
Celý život se věnoval správě majetku a jeho rozvoji. Jeho největším životním počinem však bylo dokončení stavby Schwarzenberského plavebního kanálu pod vedením Josefa Rosenauera roku 1793, který v následujícím století významně ovlivnil hospodářství a vznikající průmysl v jižních Čechách a na Šumavě. Kanálem byl propojen přítok Studené Vltavy a rakouské řeky Große Mühl a umožnil například dopravit dříví ze Šumavy do Vídně během 8 dní. V letech 1821–1822 během tzv. druhé etapy nechal kníže kanál dále rozšířit od Jeleních Vrchů k bavorské hranici. Na jeho žádost vystavěl během let 1799 a 1800 Josef Rosenauer na schwarzenberském panství ještě druhý, menší plavební kanál tzv. Vchynicko-tetovský.
Oproti svým předkům nezastával podobně jako jeho otec významnější funkce u císařského dvora a po jeho vzoru se plně věnoval správě Dominia a hospodářství. Rozšiřoval vodní cesty a především se zasloužil i o výrazné zlepšení ve vzdělávání svých poddaných a zaměstnanců. Založil lesnickou školu ve Zlaté Koruně a roku 1800 i Hospodářský ústav v Českém Krumlově, který sloužil jako vzdělávací institut budoucích knížecích úředníků.
Jeho žena Paulína z Arenbergu 1. července 1810 tragicky zahynula během požáru na svatební hostině Napoleona I. a rakouské arcivévodkyně Marie Luisy v Paříži. Kníže Josef II. se po její smrti rozhodl již nikdy neoženit. V každém svém pokoji na krumlovském zámku pak nechal umístit portrét své milované choti.
Zemřel v Hluboké nad Vltavou roku 1833. Podle tradice bylo jeho srdce uloženo v Srdeční hrobce krumlovských vévodů v kostele sv. Víta.

### Odkaz reforem
Josef II. byl důležitým iniciátorem hospodářského rozvoje jižních Čech. Jeho odkazu se plně chopil jeho syn Jan Adolf II., který jej během své vlády skrze revoluční reformy hospodářství a průmyslu dovedl až k tzv. Schwarzenberskému ekonomickému zázraku.

### Rodina
Oženil se 25. května 1794 na zámku Heverlé v Belgii s Paulinou Charlottou, princeznou z Arenbergu (2. září 1774 Brusel (Coudenberg) – 1. červenec 1810 Paříž), dcerou 6. vévody Ludvíka Engelberta z Arenbergu (3. srpen 1750 Brusel – 6. březen 1820 Brusel) a jeho manželky (sňatek 19. leden 1773) vévodkyně Louisy Pauliny de Brancas-Villars, hraběnky z Lauraguais (23. listopad 1755 Paříž – 10. srpen 1812 Paříž). Měli spolu 9 dětí (3 syny a 6 dcer), v době své tragické smrti čekala Paulina 10. dítě:
- 1. Marie Eleonora (21. 9. 1796 Vídeň – 12. 6. 1848 Praha, zastřelena)
  - ∞ (15. 6. 1817 Hluboká nad Vltavou) Alfréd, kníže Windisch-Grätz (11. 5. 1787 Brusel – 21. 3. 1862 Vídeň)
- 2. Marie Paulina (20. 3. 1798 Vídeň – 18. 6. 1821 Vídeň)
  - ∞ (16. 6. 1817 Hluboká nad Vltavou) Eduard, kníže Schönburg-Hartenstein (11. 10. 1787 – 16. 11. 1872)
- 3. Jan Adolf II. (28. 5. 1799 Vídeň – 15. 9. 1888 Hluboká nad Vltavou), 12. vévoda krumlovský a 7. kníže ze Schwarzenbergu
  - ∞ (23. května 1830 Vídeň) Eleonora Marie z Liechtensteinu (25. 12. 1812 Vídeň – 27. 7. 1873 Třeboň)
- 4. Felix (3. 10. 1800 Český Krumlov – 5. 4. 1852 Vídeň), rakouský ministerský předseda (1848–1852)
- 5. Ludovika Eleonora (8. 3. 1803 Vídeň – 24. 7. 1884 Bad Ischl)
  - ∞ (20. 10. 1823 Libějovice) Eduard, kníže Schönburg-Hartenstein (11. 10. 1787 – 16. 11. 1872)
- 6. Marie Matylda (1. 4. 1804 Vídeň – 3. 11. 1886 Vídeň), v důsledku tělesného postižení se nikdy neprovdala
- 7. Marie Karolína (15. 1. 1806 Český Krumlov – 5. 5. 1875 Vídeň)
  - ∞ (27. 6. 1831 Vídeň) Ferdinand Karel, kníže Bretzenheim-Regécz (10. 2. 1801 – 1. 8. 1855)
- 8. Marie Anna Berta (2. 9. 1807 Vídeň – 12. 10. 1883 Salcburk)
  - ∞ (10. 11. 1827 Hluboká nad Vltavou) August Longin, kníže z Lobkowicz (15. 3. 1797 Praha – 17. 3. 1842 Vídeň)
- 9. Bedřich (6. 4. 1809 Vídeň – 27. 3. 1885 Vídeň), arcibiskup salcburský (1835–1850), 27. arcibiskup pražský (1850–1885), 15. primas český, kardinál (1842)